# 武内涼太
武内 涼太（たけうち りょうた、2005年10月25日 - ）は、大分県日田市出身のプロ野球選手（投手・育成選手）。千葉ロッテマリーンズ所属。

## 経歴

### プロ入り前
南海・広島で捕手としてプレーした祖父の長尾辰雄に素質を見抜かれ、小学校2年生のときに『日田ライジングボーイズ』で野球を始めた。当初は祖父と同じ捕手としてプレーしたが、4年生からは投手の練習を始め、5年生からは試合でも登板するようになった。日田市立三隈中学校では硬式野球の『久留米東ボーイズ』に所属し、1年夏から登板機会を得て、2年秋には最速138km/hを計測した。
星稜高校へ進学すると、1年春に最速142km/hを計測してベンチ入り。2年春は甲子園に出場し、國學院久我山との準々決勝では先発したが、制球に苦しんで5回途中で降板し、チームも敗れた。その後はフォームを試行錯誤して最速148km/hまで成長し、2年夏も甲子園に出場。愛工大名電との初戦ではエースのマーガード真偉輝キアンが打ち込まれ、2回裏二死一・二塁から登板したが、110球（4回1/3）を投げて5失点でチームも敗れた。新チームではエースを務め、3年春は県大会で優勝したが、3年夏は不調であり、甲子園では創成館との2回戦に先発するも、1回1/3を6失点（自責点4）で降板し、チームも2年連続で初戦敗退となった。高校時代の最速は149km/h。
2023年10月26日に開催されたドラフト会議では、千葉ロッテマリーンズから育成1位指名を受け、11月24日に支度金300万円、年俸230万円（金額は推定）で入団に合意した。背番号は133。

### ロッテ時代
2024年はイースタン・リーグで2試合に登板した。
2025年はイースタン・リーグで1試合に登板しただけで、7月19日にトミー・ジョン手術を受けた。

## 選手としての特徴
持ち球は最速149km/hのストレート、スライダー、カーブ、チェンジアップ。制球に課題を抱えている。
星稜高校では5番打者も務め、3年夏の甲子園ではホームランを放つなど、高校通算10本塁打を記録した。

## 詳細情報

### 背番号
- 133（2024年[13] - ）